# Церковь Благовещения на Городище
Це́рковь Благове́щения на Городи́ще — утраченный православный храм в Великом Новгороде, руины которого расположены на Рюриковом городище к северу от озера Ильмень на правом берегу Волхова.

## История

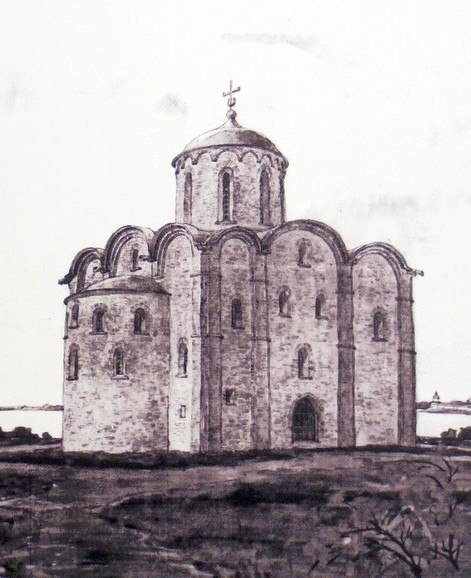
Реконструкция облика храма XIV века

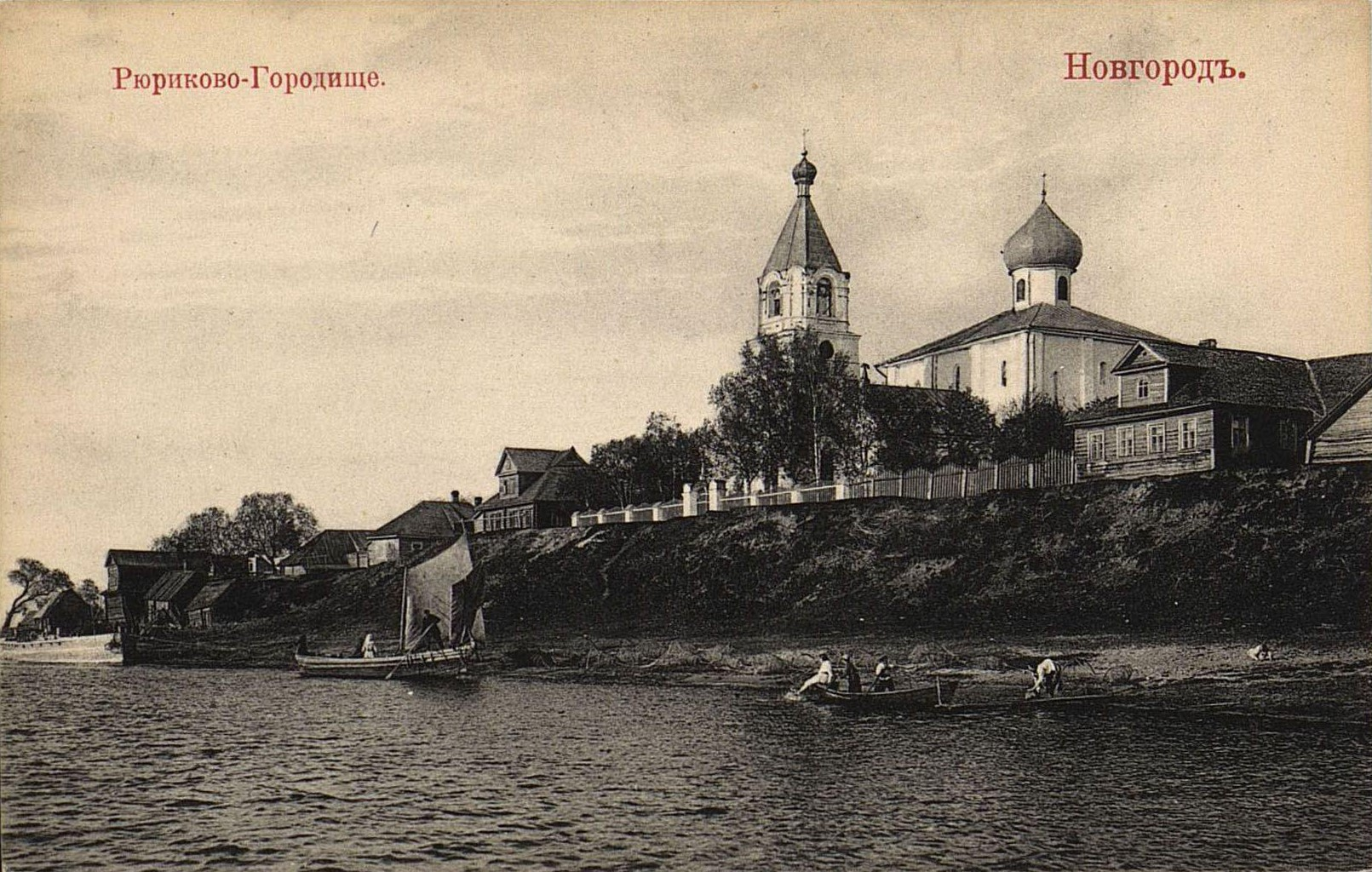
Церковь Благовещения на Городище. Начало XX века

Первый храм на этом месте заложен в 1103 году новгородским князем Мстиславом Владимировичем, сыном киевского князя Владимира Мономаха. Мстислав построил церковь в честь рождения своего первенца Всеволода, носившего крестильное имя Гавриил (одна из двух главных фигур Благовещения — архангел Гавриил). Храм был второй после Софийского собора каменной постройкой Новгорода. Предположительно его строителем был мастер Пётр, известный из Новгородской летописи как руководитель возведения Георгиевского собора Юрьева монастыря, а также предположительно построивший Николо-Дворищенский собор.
В 1342—1343 годах на месте разобранного храма XII века был выстроен новый храм, который простоял до 1941 года. Заказчиком храма на сей раз был новгородский архиепископ Василий. Церковь была типичным образцом новгородского зодчества середины XIV века и представляла собой большой шестистолпный трёхапсидный храм с примыкающей к нему лестничной башней. Стены снаружи и внутри обработаны лопатками. Фасады церкви имели, по-видимому, трёхлопастные завершения. Свод и купол храма рухнули ещё в древности и были заменены деревянными перекрытиями. Церковь Благовещения существенно пострадала в годы шведской оккупации 1611—1617 годов.
В 1797 году обветшавший памятник капитально перестраивался, большая часть сводов, арок и барабан были разобраны. В 1806 году к западной стене церкви пристроена паперть с небольшой каменной колокольней, в паперти устроен придел Сретения. К 1860-м годам храм уже имел только один вход с запада. Пол в церкви был деревянный, дощатый. В 1882 году паперть и колокольня капитально перестроены.
Церковь Благовещения оставалась действующей до 1930 года. После закрытия церковь не использовалась. Во время Великой Отечественной войны церковь Благовещения была разрушена немецким артиллерийским обстрелом. В апреле 2019 года церковь Благовещения на Рюриковом городище открыта для посетителей после масштабной реставрации. В ходе восстановительных работ реставраторами впервые на новгородской земле применён метод консервации, учитывающий возможность экскурсионного показа.

## Архитектура

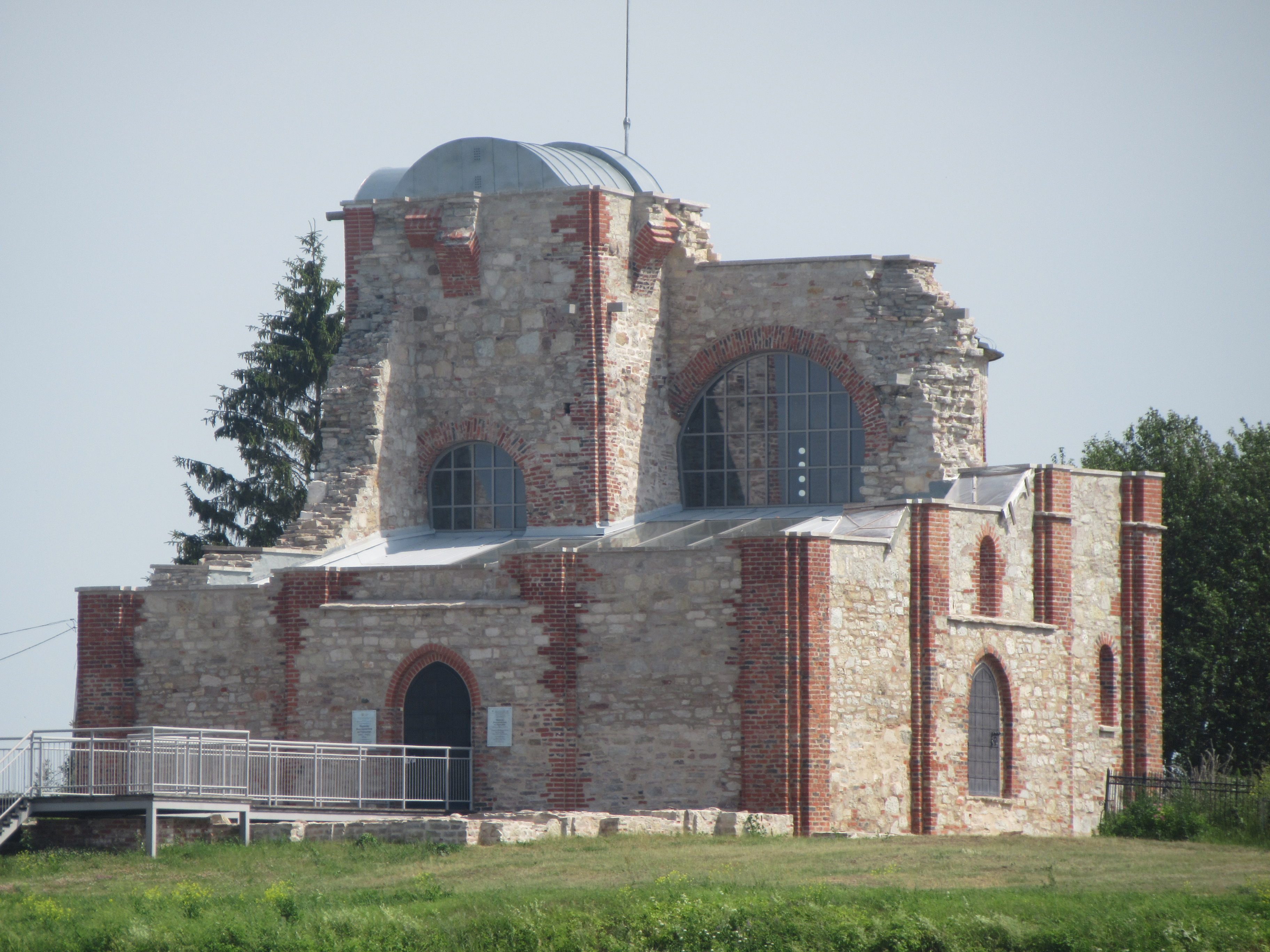
Церковь Благовещения после консервации

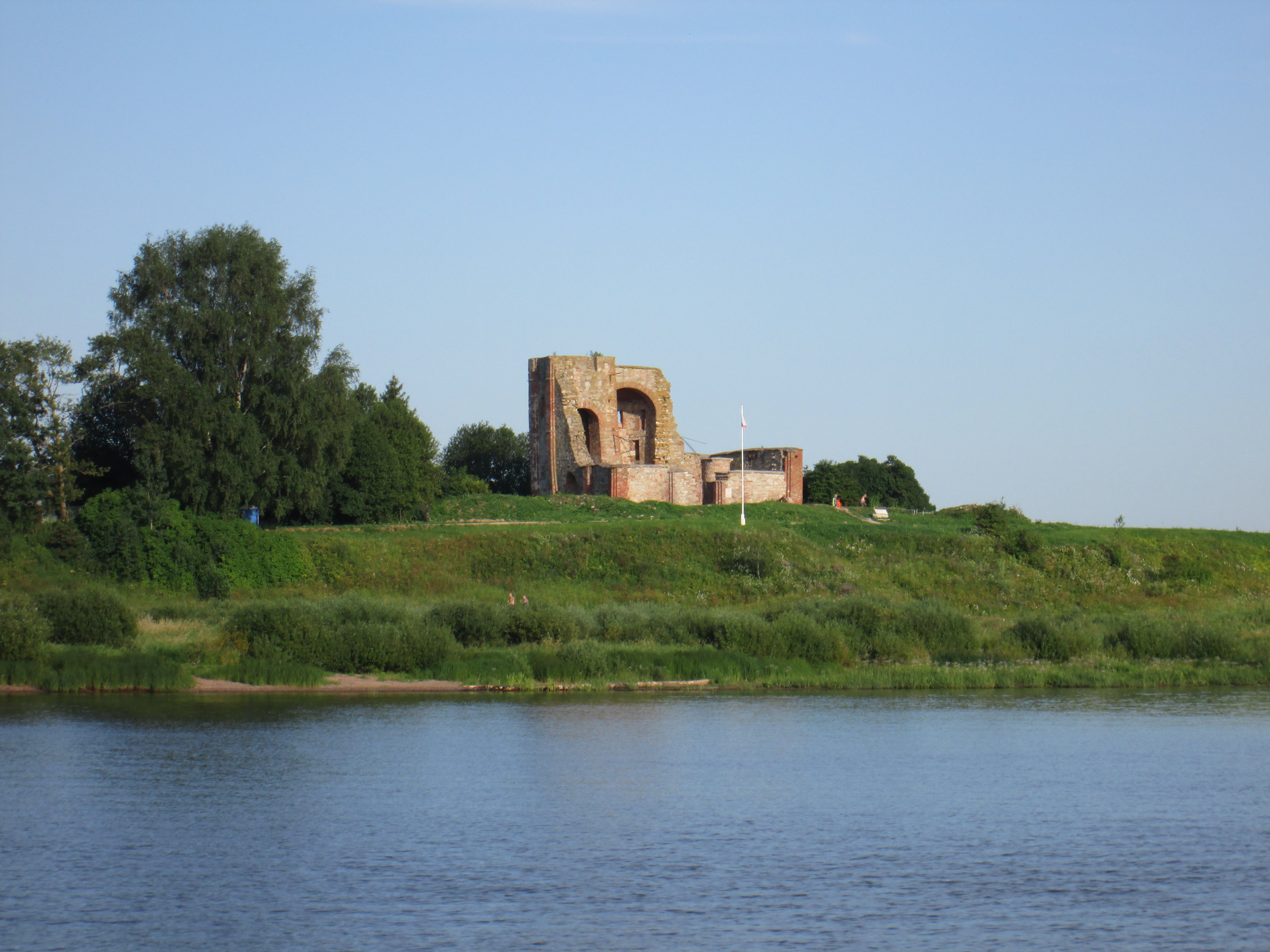
Вид руин церкви с реки Волхов

Начало первого этапа изучения памятника положено в 1930-е годы ленинградским исследователем Михаилом Каргером и продолжено им же в 1960-е годы. Второй этап исследований Благовещенской церкви под руководством Владимира Седова начался в начале 2000-х годов и завершился в 2017 году.

### Фрески
Церковь Благовещения не была расписана полностью. Фресковая роспись располагалась только на небольшом участке стены в нише жертвенника храма. В центре ниши изображена композиция «Ріеta» («Христос во гробе»), излюбленная в византийском и раннеитальянском искусстве XIII—XIV веков. По сторонам от неё фигуры Иоанна Богослова и епископа Родиона, по-видимому, патрона заказчика росписи. Точная дата городищенской росписи неизвестна. По одной из версий их связывают с окончанием постройки, что делает их среди новгородских росписей XIV века самыми ранними. По другой версии, роспись исполнена в конце XIV века.

### Граффити

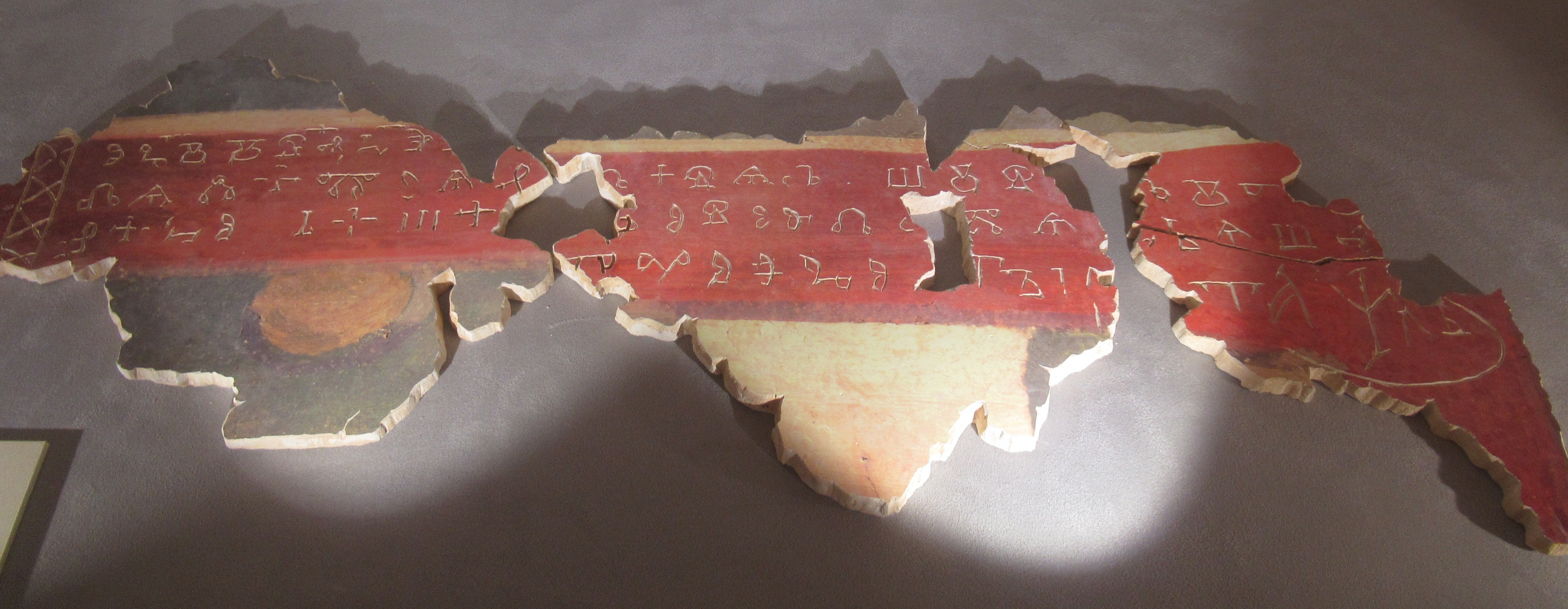
Фрагмент глаголической надписи XII века из церкви Благовещения на Городище (копия). Собрание Музея письменности в Великом Новгороде

На кусках штукатурки со стен храма учёные нашли 49 граффити, среди них — надписи глаголицей, которая к началу XII века использовалась крайне редко. Одна из надписей является самой большой известной глаголической надписью в России. Возможно, наличие двух надписей о смерти Всеволода-Гавриила свидетельствует о том, что церковь была заложена по случаю рождения князя Всеволода Мстиславича и посвящена Благовещению в связи с выбором его христианского имени. Обнаружение кириллической буквы «гервь» (Ћ) на Новгородчине в XII веке подтверждает предположение А. И. Соболевского, возводившего «гервь» к древнейшей кириллице, вопреки традиционному мнению о его более позднем сербском происхождении.